# Bob Crow
Pour les articles homonymes, voir Crow.
Robert « Bob » Crow (né le 13 juin 1961 - mort le 11 mars 2014) est un représentant syndical britannique. Il a été le secrétaire général de la National Union of Rail, Maritime and Transport Workers (en) (RMT) de 2002 jusqu'à sa mort.
Crow est associé à l'« Awkward Squad (en) », un groupe informel de représentant syndicaux de gauche ayant pris le pouvoir après une série de victoires ayant débuté en 2002.
Il était également membre du conseil général du Trades Union Congress (TUC). Se décrivant lui-même comme « communiste/socialiste », il était une figure marquante de la campagne No to EU – Yes to Democracy (en).

## Jeunesse et formation
Robert Crow naît le 13 juin 1961, à East London dans un milieu ouvrier. Son père travaille sur les docks et est membre de la Transport and General Workers' Union.
La famille déménage à Hainault. Crow quitte l'école à 16 ans, travaille pour London Transport à partir de 1977 et s'implique rapidement dans le syndicat.
En 1983, il est élu représentant syndical de la National Union of Railwaymen (en) (NUR). En 1985, il devient représentant national.
Lors des premières années de Crow au sein du mouvement syndical, ce dernier est marqué par des personnalités telles Jack Jones (en), Hugh Scanlon (en), Joe Gormley et Len Murray (en). Crow affirme que ces derniers ont été des modèles.

### Journaux
- (en) Bob Crow: You Ask The Questions The Independent, 29 June 2009
- (en) Independent article September 2007
- (en) "The Daily Mail", 31 January 2014